# 수원농림전문학교
수원농림전문학교(水原農林專門學校)는 1918년에 개교한 전문학교였다. 1904년 대한제국 학부가 설치한 농상공학교에서 1906년 분리되어 나온 농림학교가 일제시대 전문학교령에 따라 승격되어 전문학교가 되었다. 1946년 8월 22일 서울대학교가 발족되면서 서울대학교 농과대학에 병합되었다.
1920년 3월 첫 졸업생을 배출하였으며, 1921년 9월 15일자 동아일보에 에 의하면 동경 발 문무성 공고에 의해 경성전수학교, 경성공업전문학교, 수원농림전문학교가 준 전문학교급 학교로 인정되었다. 